# Muscle vaste latéral

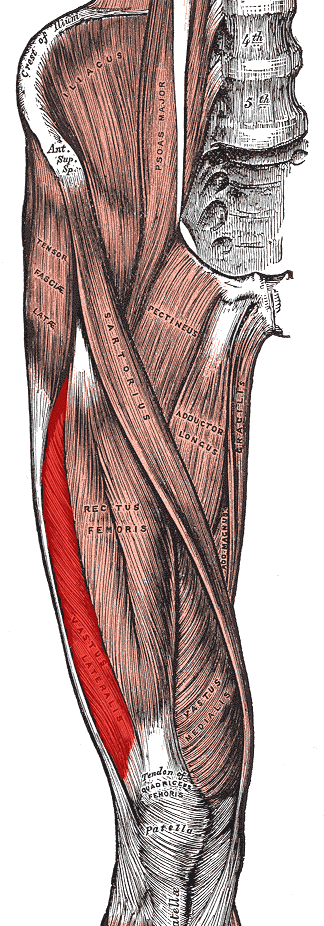
Le muscle vaste externe.

Le muscle vaste latéral (Musculus Vastus lateralis) ou muscle vaste externe est un muscle du membre inférieur. Il est situé à la partie antéro-externe de la cuisse dans la loge fémorale antérieure.
C'est l'un des quatre chefs du muscle quadriceps fémoral.

## Description
Le muscle vaste latéral est un muscle épais, large et prismatique qui relie le fémur au tibia par l'intermédiaire de la patella et du ligament de la patella.

## Origine
Le muscle vaste latéral se fixe sur le bord latéral du grand trochanter et sur la lèvre latérale de la ligne âpre. Il adhère également au septum fémoral latéral.

## Trajet
Le muscle vaste latéral descend dans la partie latérale de la loge fémorale antérieure en s'enroulant autour de la face latérale du corps du fémur dont il est séparé par le muscle vaste intermédiaire.

## Terminaison
Le muscle vaste latéral se termine sur le bord latéral du muscle droit fémoral et du tendon du muscle quadriceps fémoral qui se termine sur le bord latéral de la patella, par des expansions directes qui rejoignent la face ventrale du condyle tibial latéral et des expansions croisées qui atteignent la face ventrale du condyle tibial médial, participant ainsi à la constitution du rétinaculum de la patella.

## Innervation
Le muscle vaste latéral est innervé par le rameau du muscle vaste latéral du nerf fémoral.

## Vascularisation
Le muscle vaste latéral est vascularisé une branche de l'artère fémorale.

## Action
Le muscle vaste latéral est extenseur de la jambe par rapport à la cuisse.
Il est antagoniste du muscle semi-tendineux, le muscle semi-membraneux et le muscle biceps fémoral.

## Galerie

Muscle vaste latéral - Animation.
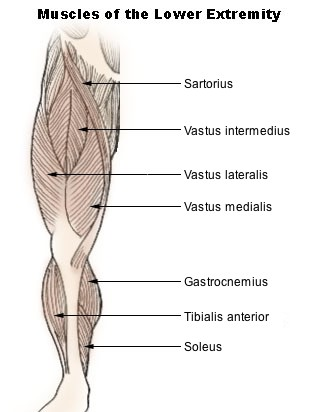
Les principaux muscles du membre inférieur
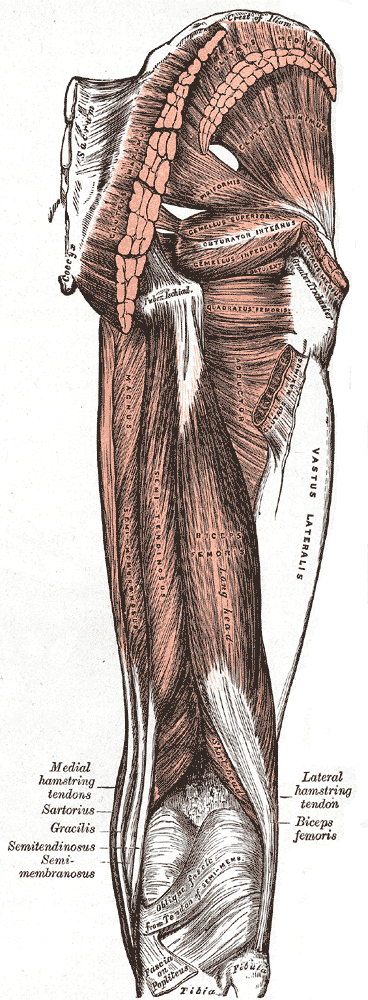
Muscles fessiers et postérieurs de la cuisse.

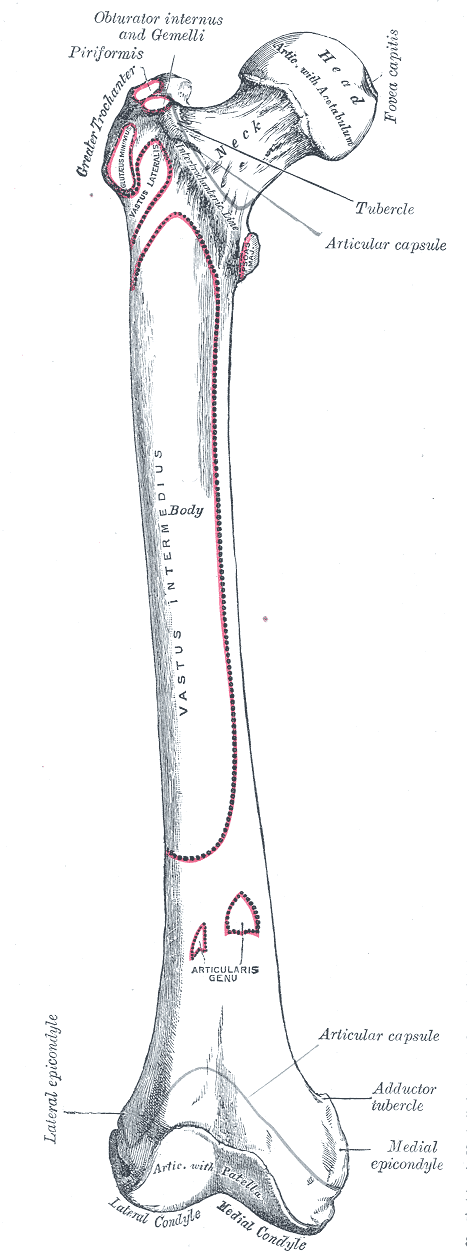
Fémur droit. Vue antérieure.
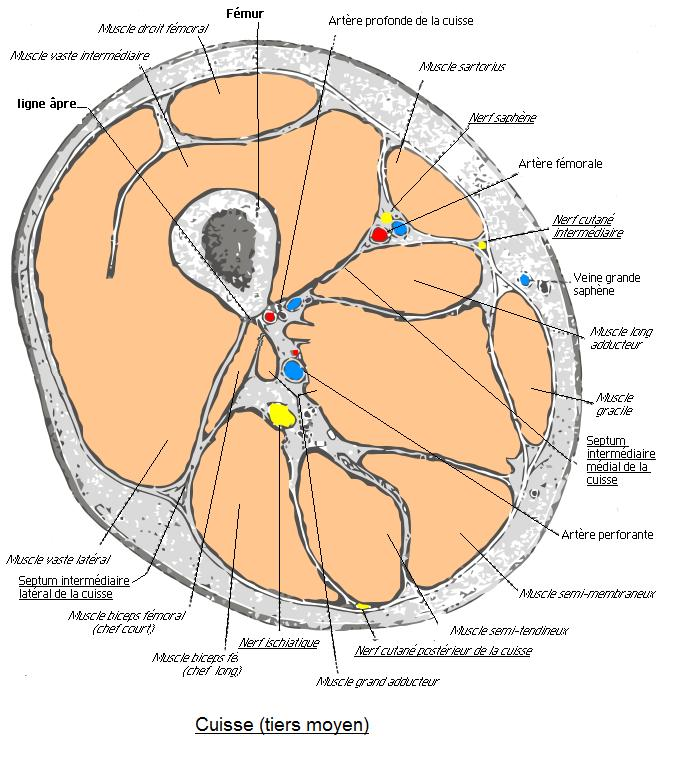
Section transversale de la cuisse. Tiers moyen